# 熊德誠
熊德誠（英語：Hung Tak Shing，1951年11月30日—），香港影視演員及播音員。
熊德誠在1967年畢業於聖貞德中學中五年級。曾是廣告公司繪圖員，他在工餘時參加話劇演出，繼而在1970年加入香港電台，演出及編寫多部廣播劇。1973年，參演香港電台電視部製作的《獅子山下》，及無綫電視電視劇《七十三》，演出陳有福一角。1974年9月24日，與同為香港電台播音員的楊麗仙，在九龍婚姻註冊處註冊結婚。1975年演出電影《廉政風暴》，該片成為香港全年華語電影票房第二位。1978年，簽約麗的電視，陸續演出《鱷魚淚》、《變色龍》等電視劇。1980年3月19日，兒子熊偉衡於浸會醫院出生，演員鮑起靜是其子誼母。1990年代中，淡出娛樂圈。

## 電台節目
| 年度 | 名稱     | 備註                               |
| ---- | -------- | ---------------------------------- |
| 1981 | 舊語新知 | 與黃兆強、張炳強、顏國樑等聯合主持 |

## 廣播劇
※粗體表示者為作品中的主角或要角
| 年度 | 作品名稱           | 播演角色        | 備註                 |
| ---- | ------------------ | --------------- | -------------------- |
| 1971 | 摧殘               | 探長            | 改編自孟君同名作品   |
| 1974 | 肖像               | 顧子淳          | 改編自譚莊同名作品   |
| 1974 | 鐵拐俠盜之發新年財 | 夏探長          | 改編自馬雲同名作品   |
| 1975 | 煙雨芳魂           | 崔大福          | 改編自余過作品       |
| 1975 | 又見雨虹           | 沈明謙          | 改編自嚴沁同名作品   |
| 1977 | 十八歲的愚昧       | 媛父            | 改編自康芸薇同名作品 |
| 1977 | 鬼馬金刀           | 馮志傑          |                      |
| 1978 | 求你愛我           | 李父            | 改編自依達同名作品   |
| 1978 | 查彌兒與我         | 羅老闆          | 改編自依達同名作品   |
| 1978 | 黃昏過客           | 蕭子樵          | 改編自嚴沁同名作品   |
| 1979 | 豪俠杜雷之英雄無價 | 史密夫/喪標     | 改編自戴力作品       |
| 1979 | 愛如春風           | 張東尼          | 改編自岑凱倫同名作品 |
| 1979 | 沈勝衣之水晶人     | 石破山/白判官   | 改編自黃鷹同名作品   |
| 1979 | 沈勝衣之十三殺手   | 不了和尚/常三風 | 改編自黃鷹同名作品   |
| 1981 | 笑傲江湖           | 任我行          | 改編自金庸同名作品   |

## 電影
- 《香港73》（1974年）
- 《鬼馬雙星》（1974年）
- 《廉政風暴》（1975年）	飾演「新仔警察」[9]
- 《兩小無知》（1981年）

## 電視劇

### 香港電台
1974年
- 《獅子山下：父母恩》

1975年
- 《獅子山下：小丈夫》

1976年
- 《獅子山下：子孫滿堂》
- 《獅子山下：垃圾》
- 《獅子山下：烈焰》

1982年
- 《屋簷下：彩鳳》 飾 彩鳳丈夫
- 《屋簷下：榮休》 飾 馬大榮兒子

1984年
- 《溫馨集：寂靜世界》 飾 父親

1990年
- 《性本善：何必偏偏選中我》

### 無綫電視
1973年
- 《七十三》 飾 陳有福

1977年
- 《大報復》

### 麗的電視/亞洲電視
1978年
- 《鱷魚淚》 飾 趙天恩
- 《浣花洗劍錄》 飾 萬子雄
- 《變色龍》 飾 高祖文

1979年
- 《奇女子》 飾 李博文
- 《新變色龍》 飾 高祖文

1980年
- 《浪濺長堤》 飾 Sam
- 《大地恩情》 飾 麥中蔭

1981年
- 《大昏迷》 飾 林學禮
- 《武俠帝女花》 飾

1982年
- 《大將軍》 飾 黎洪輝
- 《老婆愈老愈可愛》飾 何銘

1983年
- 《劍仙李白》 飾 忠王
- 《一江春水向東流》 飾 井上
- 《浮生三記》飾 陳昇
- 《八美圖》飾 蘇天賜
- 《洋蔥花》 飾 殷子良

1984年
- 《毋忘我》 飾 鄧英明
- 《雲海玉弓緣》 飾 翼仲牟

1985年
- 《第四代》 飾 趙志堅
- 《萍蹤俠影錄》 飾 謝天華
- 《諸葛亮》 飾 劉備

1986年
- 《清末四大奇案》飾 馬新貽
- 《哪吒》 飾 周文王
- 《秦始皇》 飾 嫪毐
- 《西施》 飾 文種
- 《少林五壯士》 飾 乾隆帝

1987年
- 《滿清十三皇朝之順治、康熙》 飾 吳三桂
- 《金鳳凰》 飾 宋高宗
- 《天橋》 飾 程浩文

1988年
- 《張保仔》 飾 宋立德
- 《滿清十三皇朝之乾隆》 飾 傅恆

1989年
- 《夜琉璃》
- 《司機大佬》 飾 何培根
- 《安樂茶飯》 飾 麥守堅
- 《赤子雄風》
- 《上海風雲》 飾 周伯禮
- 《愛情蝙蝠俠》 飾 John哥
- 《龍鳳喜迎春》 飾 玉皇大帝

1990年
- 《佳偶天成》
- 《滿清十三皇朝之血染紫禁城》 飾 姚勇志

1991年
- 《四驅橋聖》 飾 杜堅松
- 《廟街豪情》
- 《暴雨燃燒》

1992年
- 《摩登七十二家房客》
- 《勝者為王II天下無敵》

1993年
- 《新朱門怨》飾 沈昌華